# Gomphurus crassus
Gomphurus crassus är en trollsländeart som först beskrevs av Hagen in Selys 1878.  Gomphurus crassus ingår i släktet Gomphurus och familjen flodtrollsländor. Inga underarter finns listade i Catalogue of Life.